# Vox Asturias
Vox Asturias es la agrupación de Vox en Asturias. Su presidenta es Carolina López Fernández y tiene cuatro diputados en la Junta General del Principado de Asturias desde las elecciones autonómicas de 2023. 
En el año 2019 entraba por primera vez en el parlamento y en los ayuntamientos de Asturias, con dos diputados y once concejales (dos ediles en Oviedo, Gijón y Avilés; y uno en Siero, Llanera, Castrillón, Gozón y Tineo). En 2023 pasó a cuatro diputados y veintisiete concejales (tres ediles en Oviedo y Avilés; dos en Gijón, Siero, Langreo, Tineo, Castrillón y Llanera; y uno en Aller, Laviana, Mieres, Amieva, Cangas de Onís, Carreño, Corvera, Ribadesella y Villaviciosa).
El 27 de mayo de 2025, Carolina López Fernández relevó a José María Figaredo en la presidencia de Vox. 

## Ideología

### Reducción del número de diputados autonómicos
En 2020 el grupo parlamentario de Vox propuso reducir el número de diputados de la Junta General del Principado de Asturias, propuesta que fue rechazada por «demagógica».

### Anti independentismo y unidad nacional
Otro de los rasgos ideológicos de Vox Asturias es la defensa de la unidad de España, la hispanidad y la crítica al secesionismo y, en esto último, refiriéndose al nacionalismo asturiano y al movimiento por la cooficialidad del bable y el eonaviego, al que consideran un «invento» y un «chiringuito».
En octubre de 2019, el candidato a la presidencia del Principado de Asturias en aquel entonces, Ignacio Blanco, pidió la ilegalización de Andecha Astur, una formación política izquierdista que defiende el derecho a la autodeterminación del pueblo asturiano.

### Industria, fiscalidad y ecologismo
Criticaron el cierre de las centrales térmicas. El 23 de abril de 2022 se manifestaron en contra del cierre de la térmica de Soto de la Barca, criticando la falta de alternativas, el despido de muchos trabajadores y los ataques a la soberanía energética.
En materia fiscal, proponen una bajada generalizada de impuestos y exigen la supresión del impuesto de sucesiones.

### Derechos LGTBI y feminismo
Vox Asturias también se ha mostrado crítico con el «lobby» LGTBI. En 2019 exigieron al alcalde de Oviedo, Alfredo Canteli, repintar los bancos arcoíris situados en la plaza de la Escandalera para que vuelvan a su «estado natural», porque consideran que estos son un ejemplo de «manipulación ideológica del tripartito».

## Resultados electorales

### Congreso de los Diputados
| Congreso de los Diputados |         |             |             |        |
| Elecciones                | Escaños | ±           | Votos       | %      |
| 2015                      | 0/8     |             | 1.715 (9º)  | 0,28%  |
| 2016                      | 0/8     |             | 1.442 (7º)  | 0,24%  |
| Abr. 2019                 | 1/7     | 1           | 72.018 (5º) | 11,49% |
| Nov. 2019                 | 1/7     | Sin cambios | 88.788 (4º) | 15,86% |
| 2023                      | 1/7     | Sin cambios | 73.438 (4º) | 12,48% |

### Elecciones a la Junta General del Principado
| Junta General del Principado de Asturias |         |   |          |        |        |                       |
| Elecciones                               | Escaños | ± | Posición | Votos  | %      | Candidato             |
| 2015                                     | 0/45    |   | 10a      | 3.226  | 0,59%  | Ignacio Blanco Urizar |
| 2019                                     | 2/45    | 2 | 7a       | 34.210 | 6,43%  | Ignacio Blanco Urizar |
| 2023                                     | 4/45    | 2 | 3a       | 54.273 | 10,10% | Carolina López        |

### Elecciones municipales de Asturias
| Convocatoria                               | Votos  | Votos  | Concejales | ±  |
| ------------------------------------------ | ------ | ------ | ---------- | -- |
| Elecciones municipales de 2019 en Asturias | 25 095 | 4,72 % | 11/928     | 11 |
| Elecciones municipales de 2023 en Asturias | 40 894 | 7,68 % | 27/922     | 16 |

## Polémicas
Poco después de entrar en la política municipal ovetense en las elecciones municipales de 2019, Vox exigió al gobierno de Alfredo Canteli repintar y «devolver a su estado natural» los bancos LGTBI que se hallaban en la plaza de la Escandalera. Esto fue aceptado y se repintaron a primera hora de la mañana del 20 de enero de 2020 pero sin escaparse de la polémica. Días antes, el 11 de enero, se convocó una manifestación contra la decisión de retirar la pintura. Los convocantes, Disex Asturies, Bujarra, Kaleide y Xega defendieron que esto es un «ataque a los derechos de las personas LGTBI».
Entre las polémicas protagonizadas por la formación en la región, las más sonadas fueron a cuenta de la propuesta para la reforma del Estatuto de Autonomía que incluye la declaración de cooficialidad del asturiano y del eonaviego, donde el partido de extrema derecha inició una campaña propagandística de acoso al Presidente del Principado de Asturias Adrián Barbón y al diputado de Foro Asturias, Adrián Pumares con ataques tildados de homófobos y descalificativos a ambos políticos.